# Hofhauser Antal
Hofhauser Antal (Buda, 1853. január 5. – Budapest, 1923. augusztus 31.) iparrajziskolai tanár és igazgató, a századforduló magyar építésze, több jelentős fővárosi templom alkotója, Hofhauser Elek testvére.

## Élete
Hofhauser Antal német eredetű budai polgárcsaládban született. Édesapja, Hofhauser Lajos kőfaragómesterként működött, édesanyja Heichele Hermin. A fiú 1875-től tanult a bécsi Képzőművészeti Akadémián, ahol Pecz Samu évfolyamtársa volt. Tanulmányait követően visszatért Budapestre, és 1880-ban megbízást kapott a Tömösi-szorosban felállítandó Honvéd emlékmű megtervezésére, amelyet az édesapja kivitelezett. Az 1880-as évektől több megbízást is kapott, és számos templomot neogótikus stílusban tervezett Budapesten, illetve több vidéki városban. 1909. május 29-én Budapesten, a Józsefvárosban feleségül vette a nála 22 évvel fiatalabb Deutsch Klára Máriát, akitől később elvált. Nyelvrákban hunyt el a budapesti János kórházban, halála után hamar elfeledték.

## Ismert épületeinek listája
- 1884–1885: Budai lövőház
- 1887: faszerkezetes melegedőcsarnok a Budapesti Korcsolyázó Egyletnek, Budapest, Városliget (a II. világháború után pusztult el)
- 1892: Szent Anna plébániatemplom, 2016 Leányfalu, Petőfi utca
- 1897–1898: a Szent István Társulat székháza, ma: Pázmány Péter Katolikus Egyetem Jog- és Államtudományi Kar épülete, 1088 Budapest, Szentkirályi utca 28-30. – Ámon Józseffel
- 1897: Nagyboldogasszony-templom, 7140 Bátaszék, Szentháromság tér
- 1895–1899: Kármelhegyi Boldogasszony karmelita templom és rendház, 1134 Budapest, Huba u. 12.
- 1901: Budapesti Jó Pásztor-templom, 1032 Budapest, Szőlő u. 56. (a kapcsolódó szerzetesház 1963-ban elbontásra került)
- 1901: Irgalom Háza (ma: Csalogány Óvoda, Általános Iskola, Készségfejlesztő Iskola, Egységes Gyógypedagógiai Módszertani Intézmény, Kollégium és Gyermekotthon), 1034 Budapest, Budapest, San Marco u. 48-50.[6][7]
- 1903: Kaniziusz Szent Péter-templom, 1095 Budapest, Gát utca 2-6.
- 1903–1904: Nagyboldogasszony-templom, 1191 Budapest, Templom tér 21.
- 1905: Békéscsabai Páduai Szent Antal-templom, 5600 Békéscsaba, Kossuth tér
- 1909: Vincés nôvérek rendháza (Budapest, Ménesi út 27.)[8]
- 1910–1912: Lazarista rendház és iskola (Budapest, Ménesi út 26.)[8]
- 1912–1915: Rózsafüzér Királynéja-templom, 1146 Budapest, Thököly út 56.
- ismeretlen időpont: eklektikus bérház, 1088 Budapest, Krúdy Gyula utca 2.

## Képtár

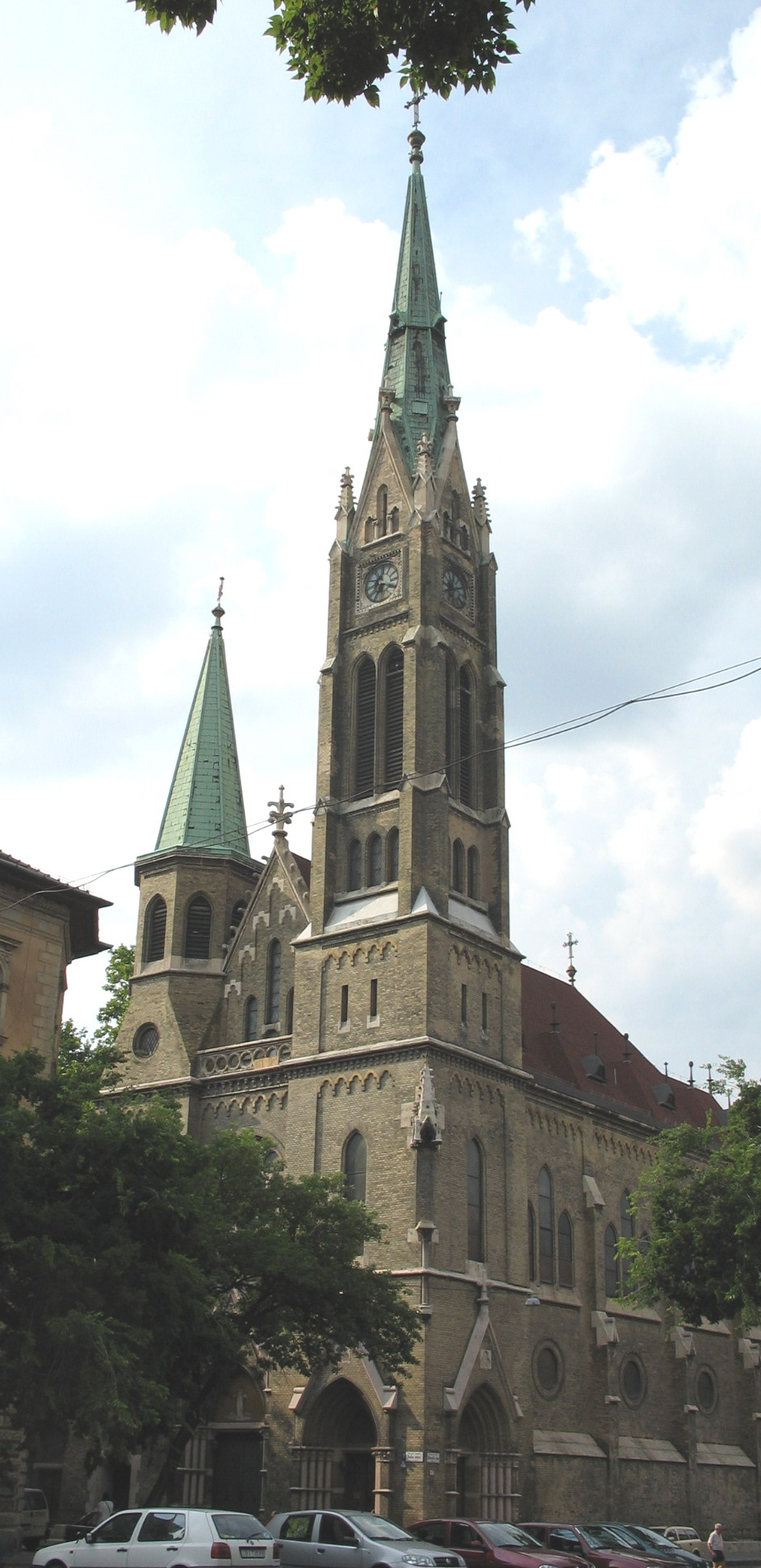
Kármelhegyi Boldogasszony kármelita templom és rendház, Budapest
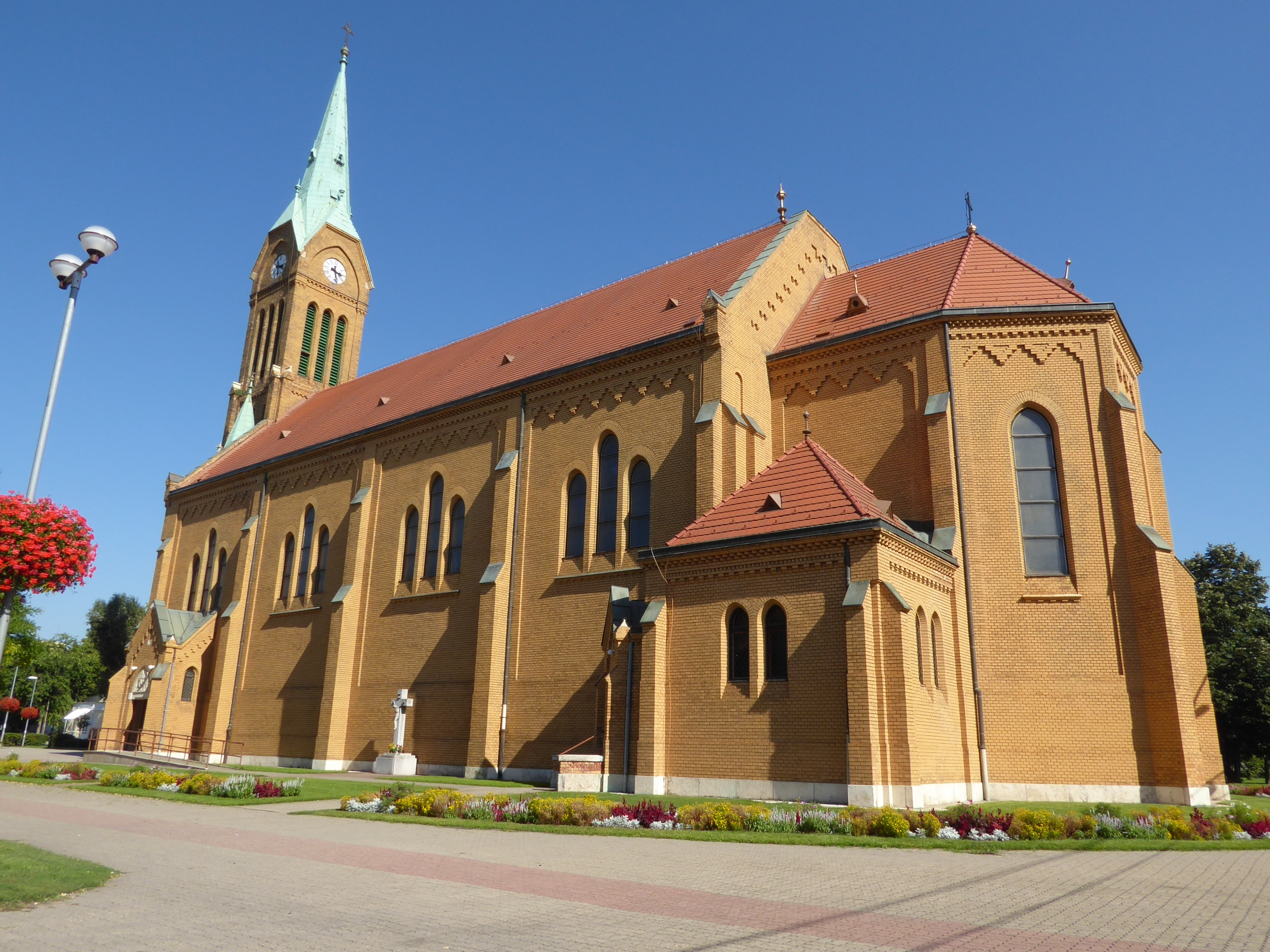
Nagyboldogasszony-templom, Budapest
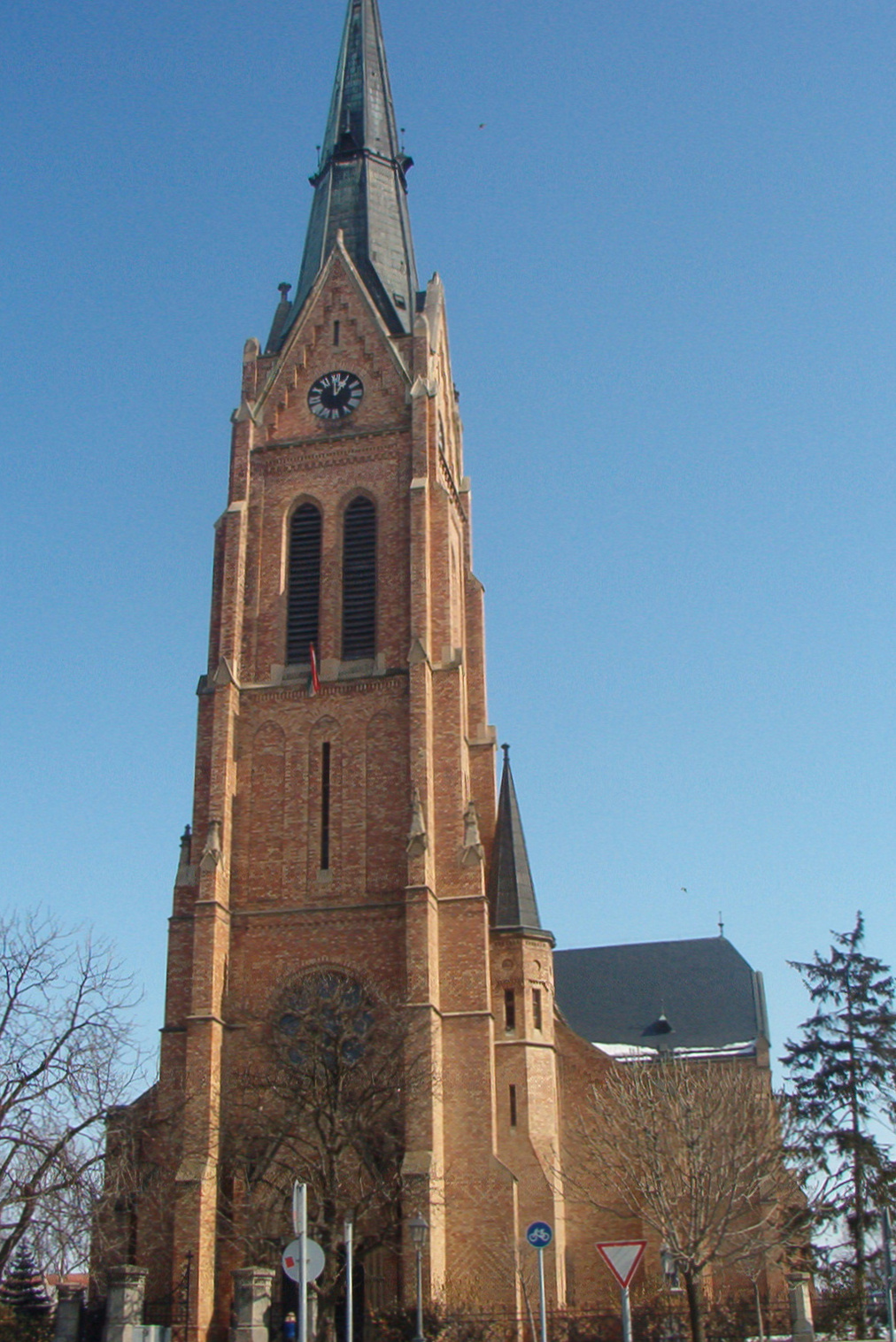
Nagyboldogasszony-templom, Bátaszék
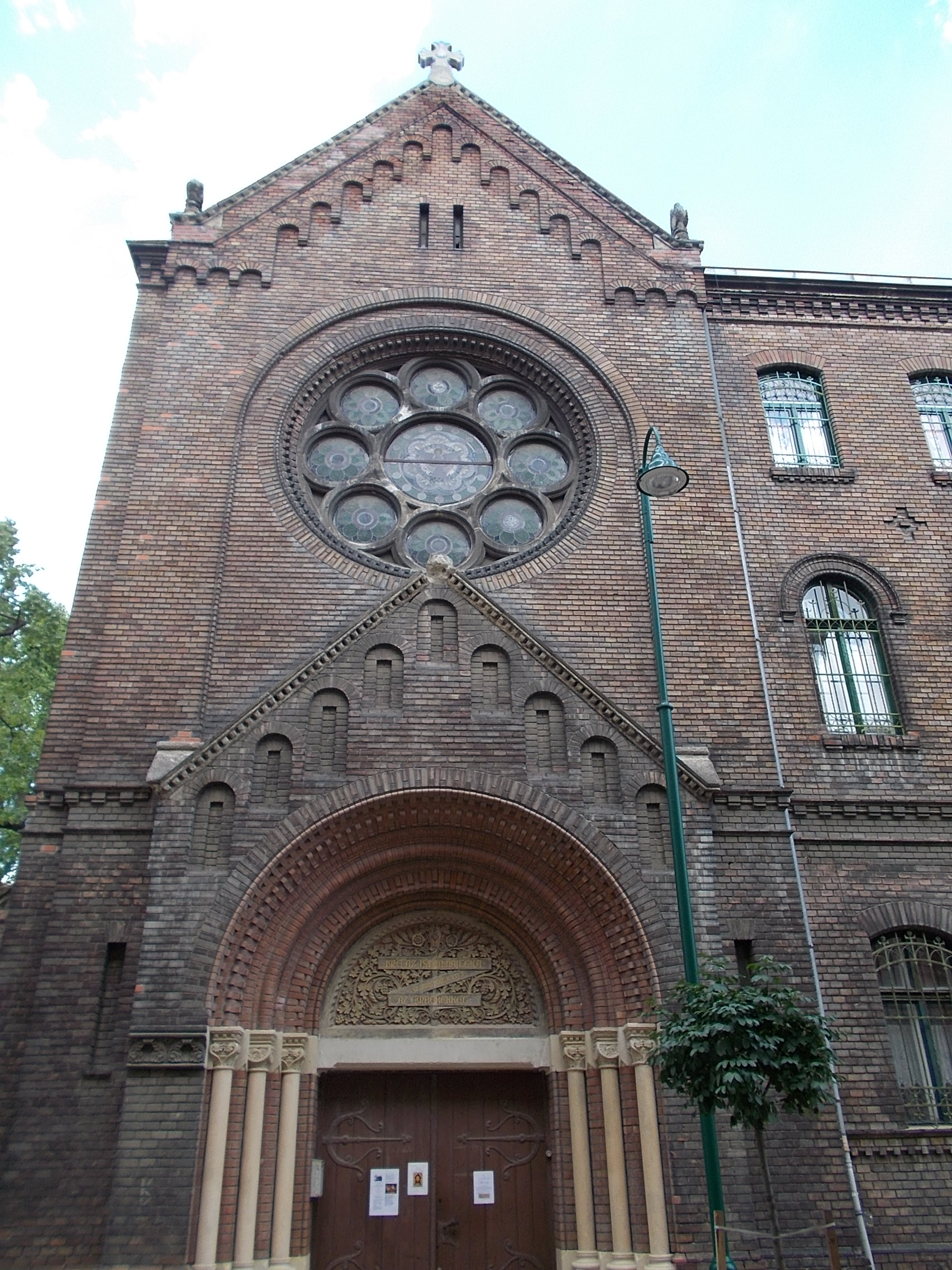
Kaniziusz Szent Péter-templom, Budapest
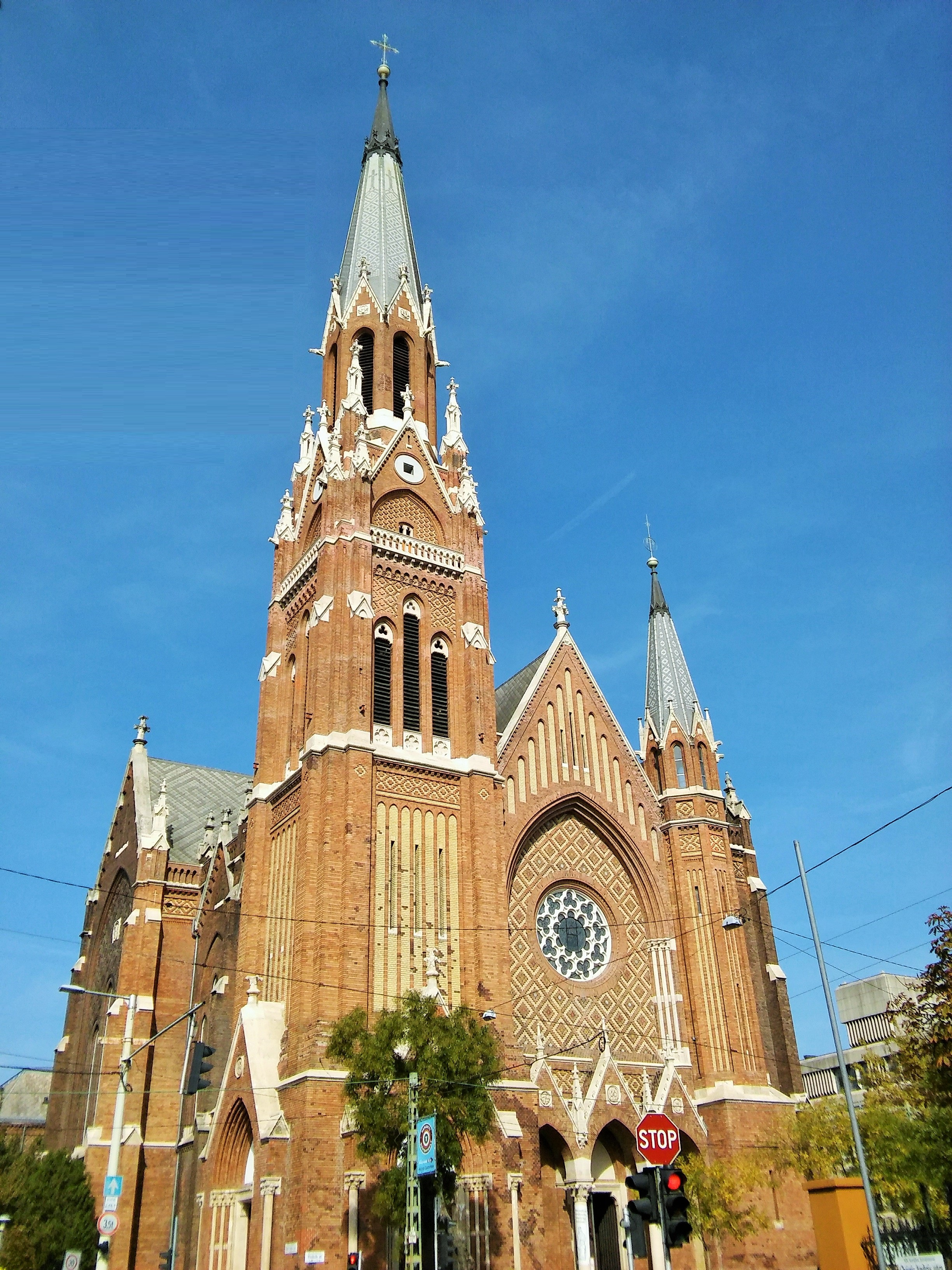
Rózsafüzér Királynéja-templom, Budapest
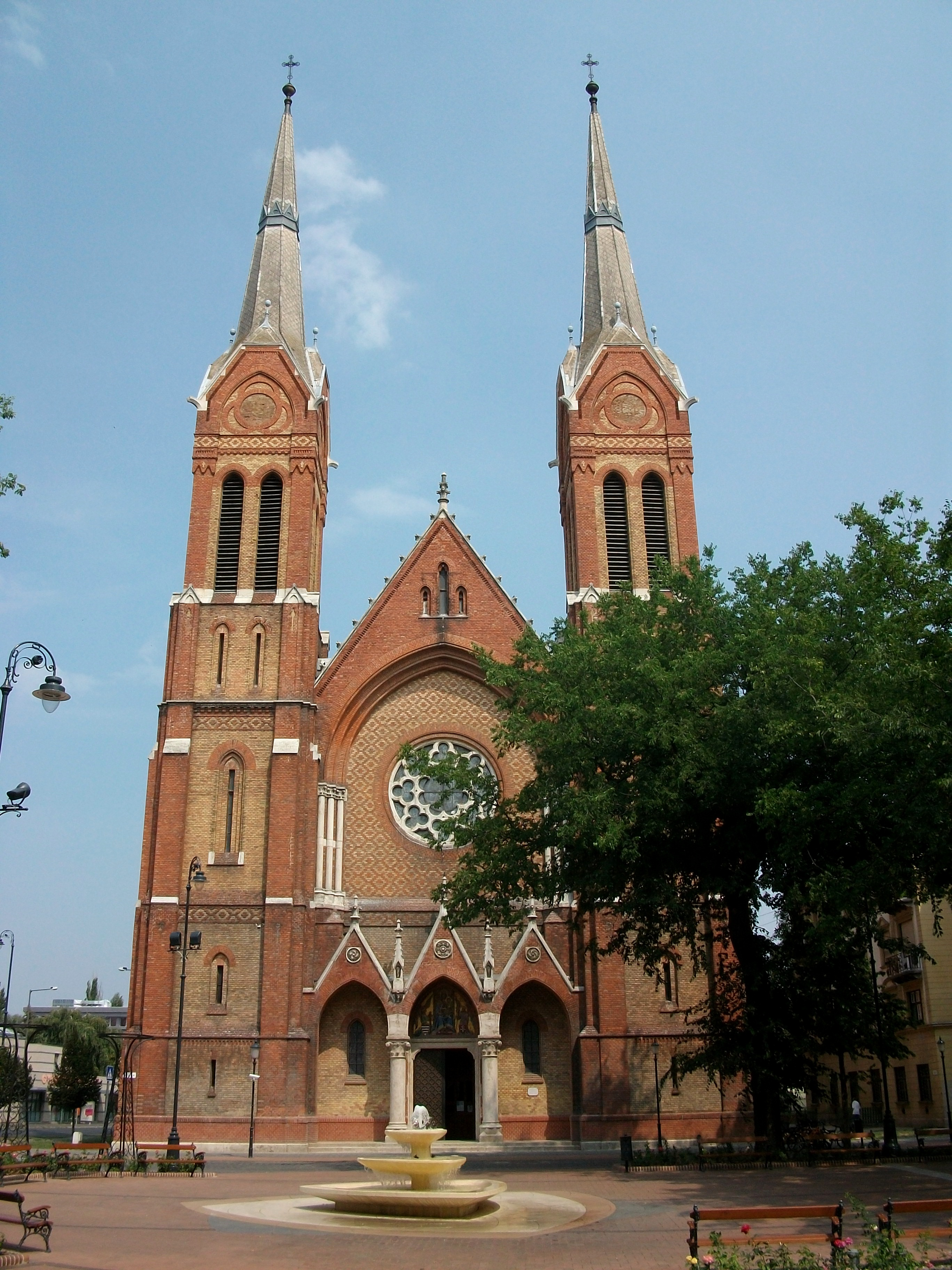
Páduai Szent Antal-templom, Békéscsaba
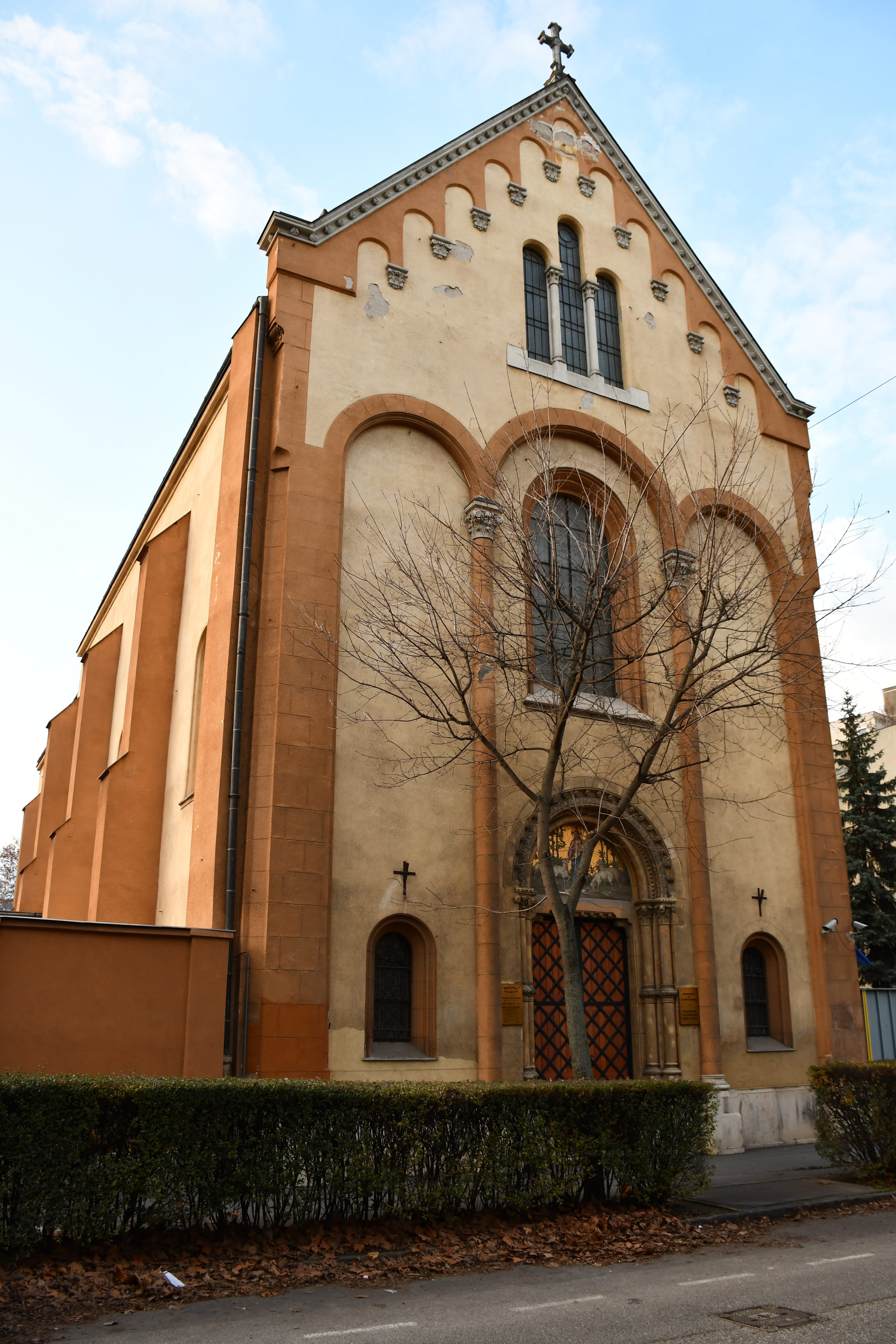
Jó Pásztor-templom, Budapest
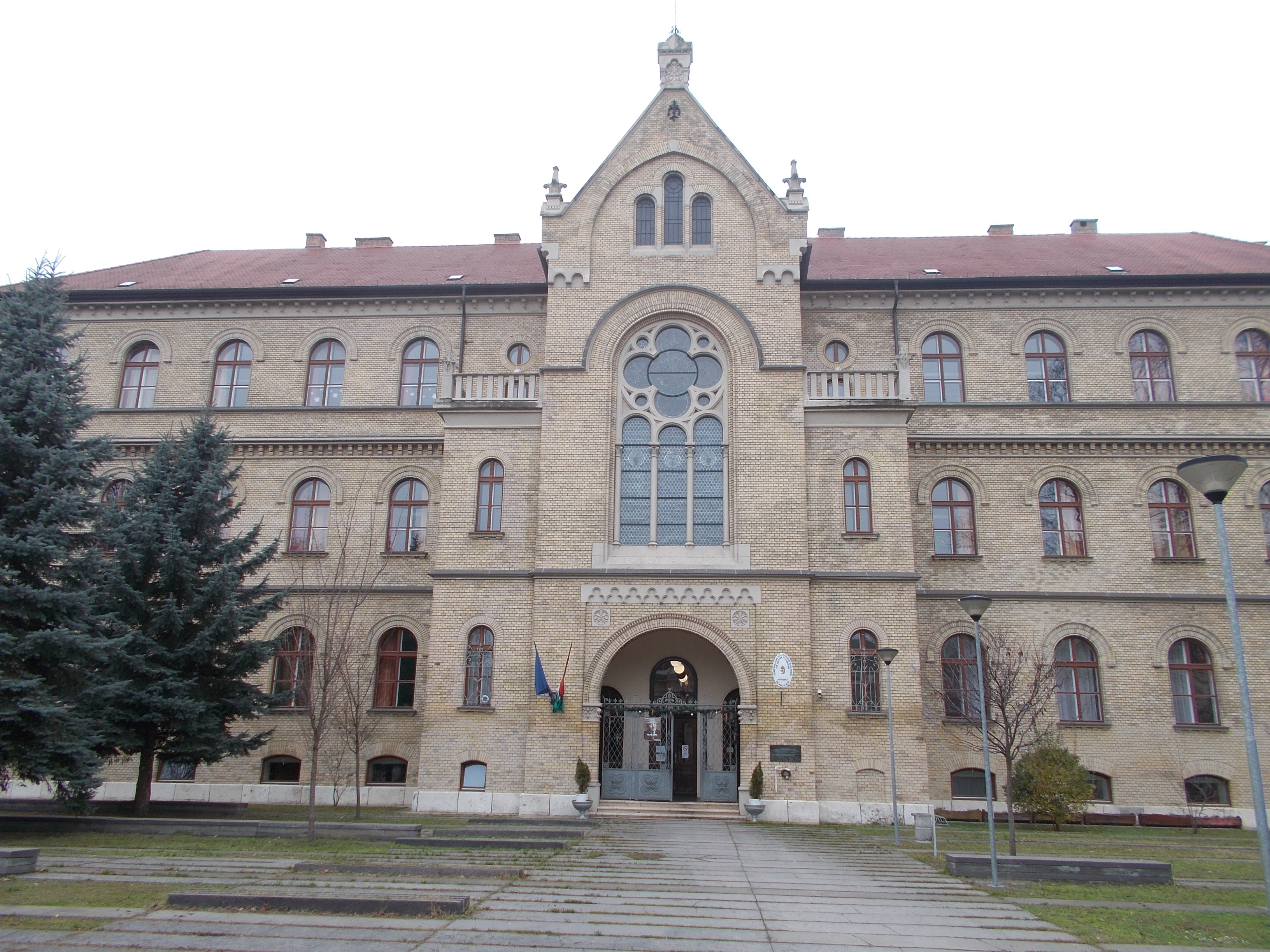
Irgalom Háza, Budapest
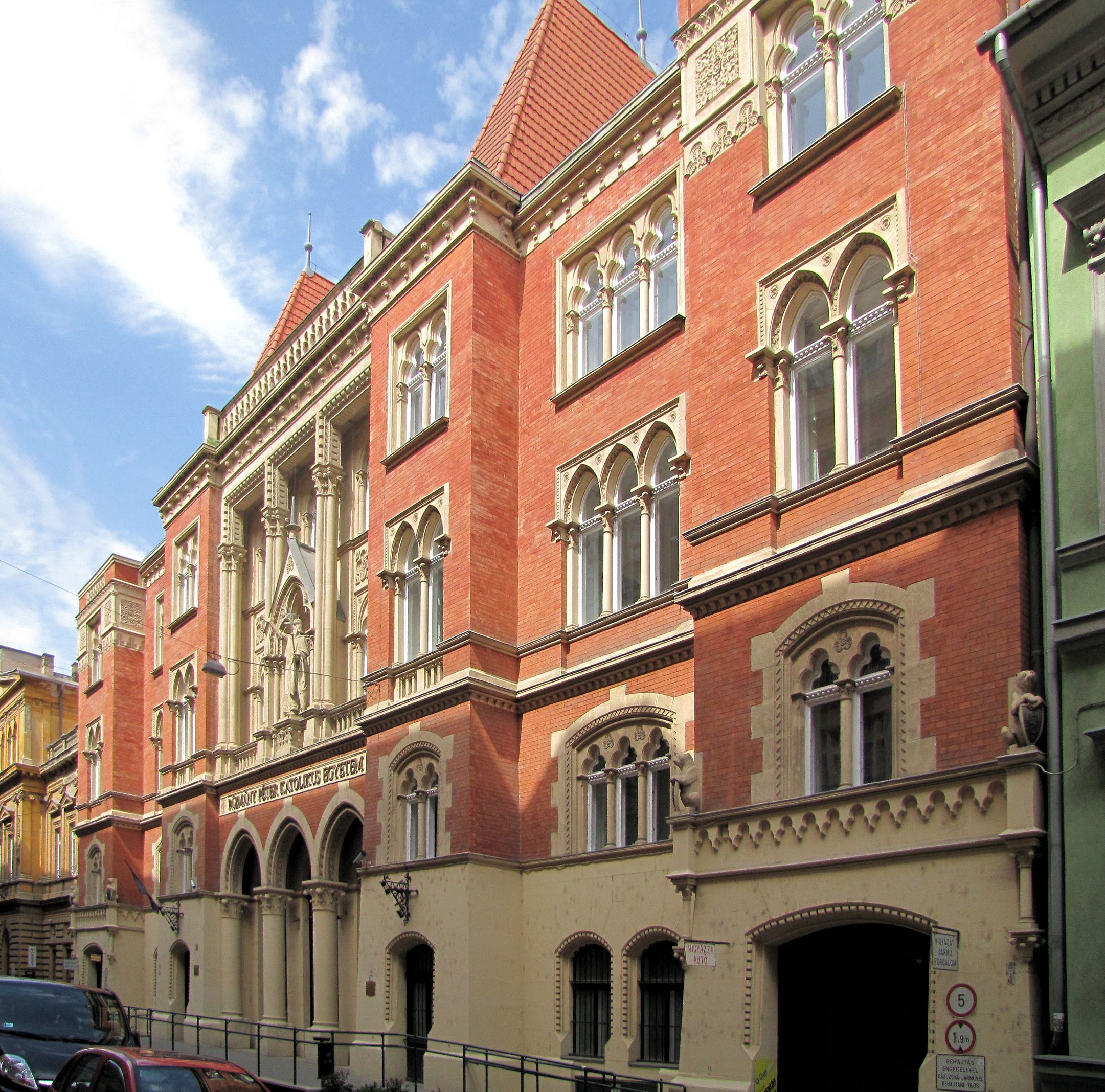
Pázmány Péter Katolikus Egyetem Jog- és Államtudományi Kar épülete, Budapest